# Nageltritt
Ein Nageltritt ist eine Verletzung bei Pferden, die durch einen in den Huf eingedrungenen Fremdkörper verursacht wird. Der Begriff wird für alle möglichen Stichverletzungen am Huf verwandt, und leitet sich von Zugpferden ab, die sich häufig Radnägel eintraten.

## Symptome
Das Eindringen des Fremdkörpers in das Horn ist meist gar nicht oder nur geringgradig schmerzhaft für das Pferd. Es beginnt erst etwa ein bis zwei Tage später zu lahmen, was sich auf hartem Boden noch verstärkt. Um den geschädigten Teil des Hufes zu schonen, setzt es den Fuß meist nur kurz und nur auf Zehe oder Ballen auf und zeigt eine Stützbeinlahmheit an der betroffenen Gliedmaße. Am Fesselkopf ist ein pochender Puls an den entsprechenden Arterien zu fühlen. Der entzündete Huf ist warm. Beim Abdrücken mit der Hufzange regiert das Pferd mit Schmerzen. Die Eintrittsstelle in der Hufsohle ist meist dunkel gefärbt oder von Blut unterlaufen. Durch die Infektion können Körpertemperatur sowie Herz- und Atemfrequenz erhöht sein. Das Pferd wirkt aufgrund der Schmerzen lustlos und frisst häufig schlecht.

## Ursachen
Die Infektion im Huf wird durch Bakterien verursacht, die durch die Eintrittstelle in den Huf gelangen. Sie vermehren sich schnell und dringen weiter ins Hufinnere vor, die Infektion breitet sich aus und kann andere Teile des Hufs befallen. Wird durch den Einstich die Huflederhaut verletzt, bildet sich eine eitrige Huflederhautentzündung (Pododermatitis). Erfolgt keine Behandlung, breitet sich die Infektion schnell auf Hufbein, Hufgelenk oder die tiefe Beugesehne aus.

## Krankheitsverlauf
Durch die feste Hornkapsel wird der entstehende Eiter am Austreten gehindert, so dass er sich im Huf verteilt. Bricht er am Kronsaum durch, droht sogar die Ablösung des Hornschuhs. Daher ist ein Aufschneiden der infizierten Stelle durch den Tierarzt wichtig, damit der Eiter abfließen kann. Wird die Behandlung verschleppt und tiefere Hufstrukturen wie Strahlbein oder Hufgelenk angegriffen, ist meist eine chronische Lahmheit die Folge.

## Behandlung
Ein Nageltritt muss so schnell wie möglich behandelt werden. Der Fremdkörper soll nicht entfernt werden, da er auf dem Röntgenbild erkennbar ist und die die Stichrichtung und Tiefe dem Tierarzt Informationen über tiefgehende Verletzungen gibt. Der Huf wird gründlich gereinigt., Ein hervorstehender Fremdkörper kann gekürzt werden und der Huf durch einen Hufverband, der um den Fremdkörper herum polstert,  geschützt werden, damit er nicht noch weiter eindringt.
Der Tierarzt schneidet das betroffene Horn, in dem sich der Eiter staut, trichterförmig aus dem Huf, häufig bis eine Blutung auftritt, um allen Eiter aus der Wunde zu entfernen. Bei tieferen Verletzungen wird er den Huf röntgen, um Schädigungen im Huf zu erkennen. Anschließend desinfiziert er die Wunde und legt einen Hufverband an, der sie vor Verunreinigungen schützen soll. Da auch Tetanuserreger (Wundstarrkrampf) in die Wunde eindringen können, ist vorbeugend eine Tetanus-Impfung zu empfehlen.